# 李先聞
李先聞（1902年10月10日—1976年7月4日），字達聰，中国农学家，中央研究院院士。

## 生平
生今重庆市江津区長沖場登桿坡人，祖籍廣東省梅縣。農學家，1914年進入清華留美預備學校，1923年赴美，1926年畢業於普渡大學園藝系，1929年獲得康乃爾大學遺傳學博士學位。回國後，1931年擔任中国东北大学教授，1932年轉任河南大學教授，1935至1938年任武漢大學農藝系教授、系主任，1938年任職四川省農業改進所，1946年擔任中央研究院植物研究所研究員。1948年底到臺灣，任職於臺灣糖業公司農場，1954年重新籌建中央研究院植物研究所，1962年至1971年擔任所長，1971年因病退休。
他的專長為植物細胞遺傳學，在水稻、甘蔗的育種改良方面貢獻良多。1948年，當選為中央研究院第一屆院士。1976年7月4日逝世於臺北。